# Frederick Schwatka

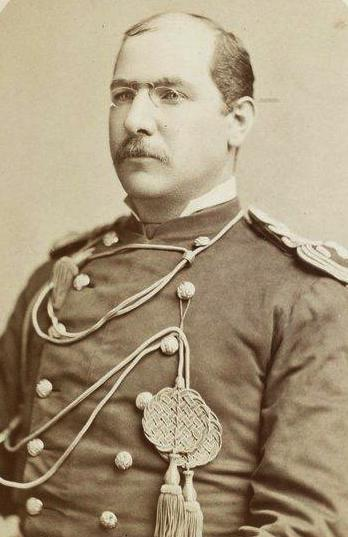
Frederick Schwatka

Frederick Gustavus Schwatka (* 29. September 1849 in Galena, Illinois; † 2. November 1892 in Portland, Oregon) war ein Leutnant der United States Army mit akademischen Graden in Medizin und Recht sowie ein Forschungsreisender in Alaska und im nördlichen Kanada.

## Leben

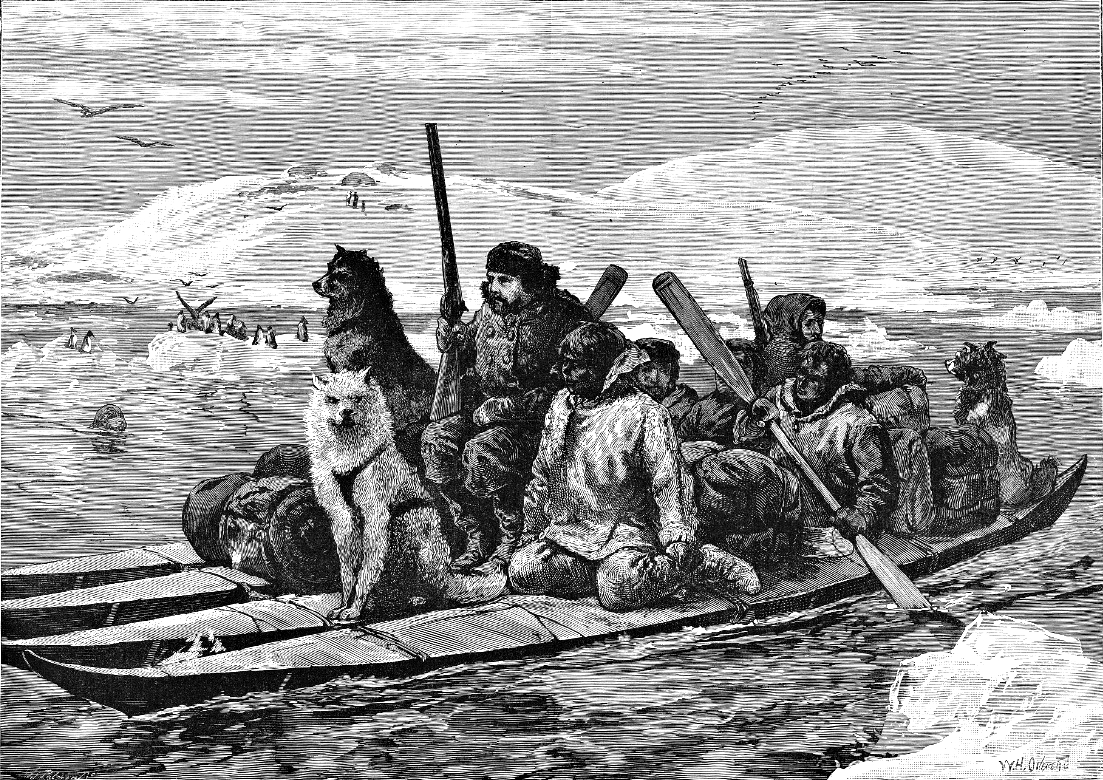
Schwatkas Expedition überquert 1879 die Simpson Strait (Stich nach einer Zeichnung von Heinrich Klutschak)

1859 zog Schwatkas von deutschen Einwanderern abstammende Familie nach Salem in Oregon, wo er später die Willamette University besuchte. Von 1867 bis 1871 war Schwatka an der United States Military Academy in West Point, New York. In den folgenden Jahren wurde er mehrfach als Offizier im Dakota-Territorium eingesetzt. Parallel dazu studierte er Medizin und Jura und erhielt 1875 die Anwaltszulassung im Staat Nebraska. Im darauf folgenden Jahr schloss er sein Medizinstudium am Bellevue Hospital Medical College der New York University ab.
Die Suche nach Überlebenden der Expedition von Sir John Franklin in den 1860er Jahren weckte Schwatkas Interesse an der Arktis. Als die American Geographical Society von New York Ende der 1870er Jahre eine weitere, privat finanzierte Suchaktion startete, bekam Schwatka die Führung übertragen. Die Expedition brach am 19. Juni 1878 nach King William Island in der kanadischen Arktis auf. Es wurden bis zur Rückkehr zwei Jahre später nicht die erhofften Schriftstücke, aber Gegenstände der Franklin-Expedition sowie Gräber einiger Teilnehmer gefunden. Mit dem Überwinden von über 5.200 km wurde bei der Expedition ein neuer Streckenrekord für Schlittenreisen aufgestellt. Sowohl William H. Gilder, zweiter Expeditionsleiter und Korrespondent des New York Herald, als auch der österreichische Teilnehmer Heinrich Klutschak berichteten über die Expedition.
1883, im Jahr nach seiner Hochzeit mit Ada Josephine Brackett, schickte die United States Army Schwatka auf eine Aufklärungs-Expedition zum Yukon River. Er befuhr den Fluss über rund 2.500 km von der Quelle bis zur Mündung im Yukon-Kuskokwim-Delta, was zur damaligen Zeit die längste Floßreise der Geschichte darstellte. Kurz nach seiner Rückkehr quittierte er den Dienst bei der Armee, führte aber weiterhin Expeditionen durch.
Zwischen 1886 und 1891 führte er zwei private Erkundungen nach Alaska und drei ins nordwestliche Mexiko an. Er hielt viele Vorträge und veröffentlichte mehrere populäre Berichte über seine Beobachtungen von Flora und Fauna, der Lebensweise von Ureinwohnern sowie Überlebenstechniken in entlegenen Gebieten.
Wegen Magenproblemen in späteren Jahren nahm Schwatka Opiumtinktur. Am 2. November 1892 starb er an einer Überdosis der Substanz.
Frederick Schwatka war ein Mitglied im Bund der Freimaurer, seine Loge die St. John’s Lodge No. 37, lag in Yreka (Kalifornien).

## Ehrungen
Nach Frederick Schwatka ist eine Reihe geographischer Objekte benannt:
- die Schwatka Mountains (67° 18′ N, 154° 45′ W), ein Gebirgszug der Brookskette im Nordwesten von Alaska,
- der Schwatka Lake (60° 41′ N, 135° 2′ W), ein Stausee des Yukon River bei Whitehorse,
- die Schwatka Islands (67° 53′ N, 97° 50′ W), eine Inselgruppe im Sherman Basin in Nunavut,
- die Schwatka Bay (68° 42′ N, 95° 40′ W), eine Bucht des Rasmussen Basin in Nunavut,
- der Schwatka Creek (61° 33′ N, 135° 59′ W), ein Nebenfluss des Yukon River.

## Werke
- Frederick Schwatka: The Search for Franklin. Nelson & Sons, Edinburgh / New York 1882 (archive.org).
- Frederick Schwatka: Along Alaska's Great River. Cassell & Company, New York 1885 (archive.org).
- Frederick Schwatka: Nimrod in the North. Cassell & Company, New York 1885 (archive.org).
- Frederick Schwatka: Children of the Cold. Cassell & Company, New York 1886 (archive.org).
- Frederick Schwatka: In the Land of Cave and Cliff Dwellers. Cassell & Company, New York 1893 (archive.org).
- Frederick Schwatka: A Summer in Alaska. J.W. Henry, St Louis 1894 (archive.org).